# Verkiezingen voor het Europees Parlement 2004/Kandidatenlijst/sp.a-spirit
Dit is de kandidatenlijst van het Belgische sp.a-spirit voor de Europese Parlementsverkiezingen van 2004. De verkozenen staan vetgedrukt.

## Effectieven
1. Mia De Vits
2. Anne Van Lancker
3. Saïd El Khadraoui
4. Ludwig Vandenhove
5. Jan Dhaene
6. Nelly Maes (Spirit)
7. Peter Corens
8. Fatma Pehlivan
9. Claudia Pasqualoni
10. Johan Van Hove
11. Karin Heremans
12. Stijn Bex (Spirit)
13. Sarah Willockx
14. Bert Anciaux (Spirit)

## Opvolgers
1. Fauzaya Talhaoui (Spirit)
2. Jurgen Vanlerberghe
3. Stefaan Thijs
4. Sylvain Sleypen
5. Nadia Staes
6. Anita Ceulemans
7. Anne-Marie Baeke
8. Louis Tobback